# Artelida fuscosericans
Artelida fuscosericans là một loài bọ cánh cứng trong họ Cerambycidae.